# (9668) Tianyahaijiao
(9668) Tianyahaijiao es un asteroide perteneciente al cinturón de asteroides, descubierto el 3 de junio de 1997 por el equipo del Beijing Schmidt CCD Asteroid Program desde la Estación Xinglong, Hebei, China.

## Designación y nombre
Designado provisionalmente como 1997 LN. Fue nombrado "Tianya Haijiao", que literalmente significa "borde del cielo, borde del mar", es el nombre de un famoso afloramiento rocoso de importancia histórica en la costa sur de la isla de Hainan, justo al oeste de Sanya, la ciudad más meridional de China.

## Características orbitales
Tianyahaijiao está situado a una distancia media del Sol de 2,793 ua, pudiendo alejarse hasta 2,978 ua y acercarse hasta 2,608 ua. Su excentricidad es 0,066 y la inclinación orbital 6,150 grados. Emplea 1704,90 días en completar una órbita alrededor del Sol.

## Características físicas
La magnitud absoluta de Tianyahaijiao es 13,93. Tiene 4,268 km de diámetro y su albedo se estima en 0,244.